# Liban na Zimowych Igrzyskach Olimpijskich 1972
Liban na Zimowych Igrzyskach Olimpijskich 1972 w Sapporo reprezentował jeden zawodnik - Ghassan Keyrouz, który wystartował w narciarstwie alpejskim.
Był to siódmy start Libanu na zimowych igrzyskach olimpijskich (poprzednie to 1948, 1952, 1956, 1960, 1964, 1968).

## Kadra

### Narciarstwo alpejskie

#### Mężczyźni
| Zawodnik        | Konkurencja | Konkurencja | Konkurencja       | Konkurencja       | Konkurencja   | Konkurencja   | Konkurencja               | Konkurencja               | Konkurencja               | Konkurencja               |
| Zawodnik        | Zjazd       | Zjazd       | Slalom gigant     | Slalom gigant     | Slalom gigant | Slalom gigant | Slalom specjalny          | Slalom specjalny          | Slalom specjalny          | Slalom specjalny          |
| Zawodnik        | Czas        | Pozycja     | Czas 1. przejazdu | Czas 2. przejazdu | Czas łączny   | Pozycje       | Czas 1. przejazdu         | Czas 2. przejazdu         | Czas łączny               | Pozycja                   |
| --------------- | ----------- | ----------- | ----------------- | ----------------- | ------------- | ------------- | ------------------------- | ------------------------- | ------------------------- | ------------------------- |
| Ghassan Keyrouz |             |             | 2:05,10           | 2:11,20           | 4:16,30       | 45.           | Nie ukończył 1. przejazdu | Nie ukończył 1. przejazdu | Nie ukończył 1. przejazdu | Nie ukończył 1. przejazdu |